# Gorra de béisbol

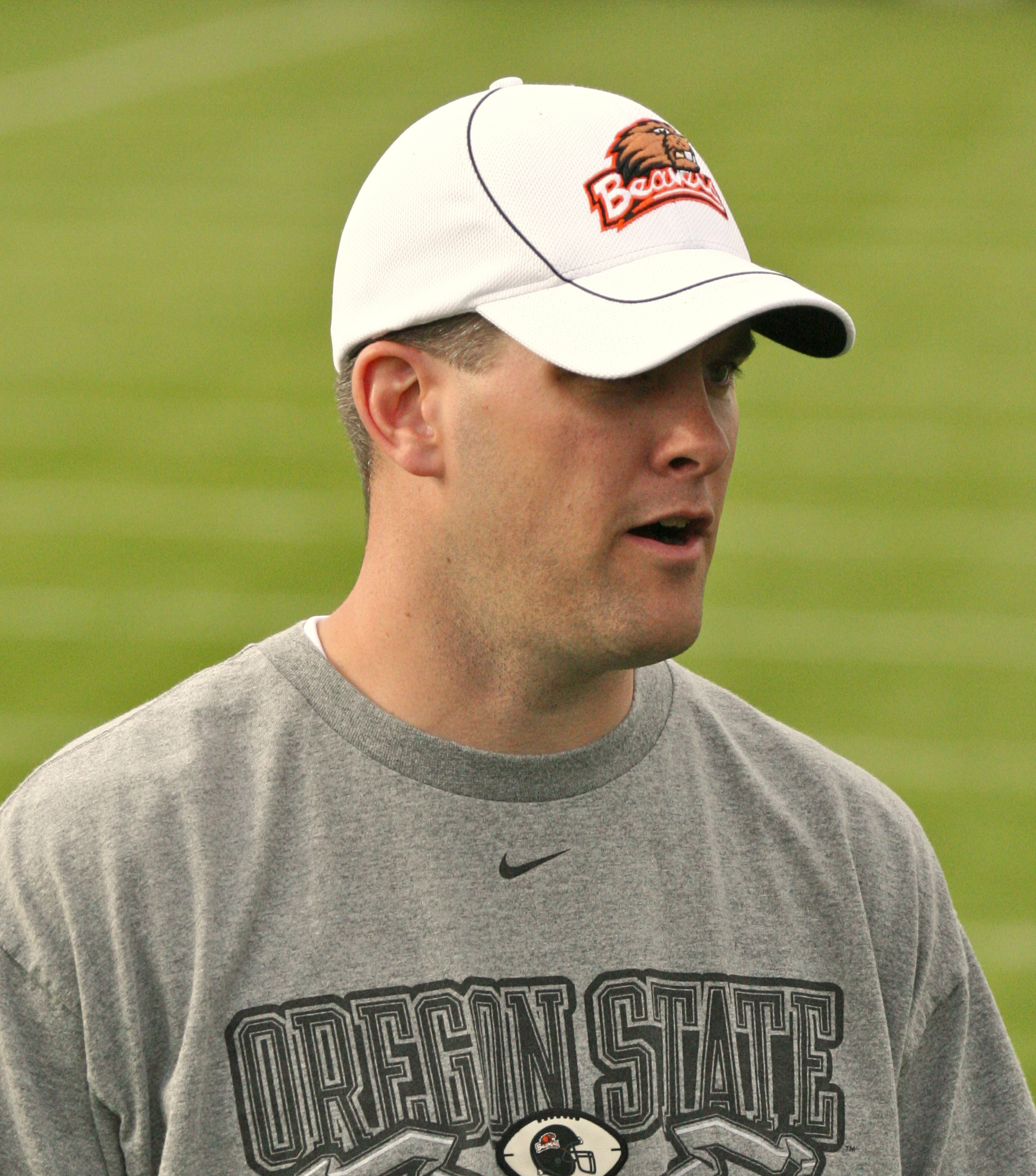
Hombre que lleva gorra de béisbol.

Una gorra de béisbol es un tipo de gorra con una visera prominente que puede ser curva o plana. La parte posterior de la gorra puede ser de plástico, Velcro, o de ajuste elástico para permitir ajustarse fácilmente a las dimensiones de la cabeza de quien la utiliza.
La gorra de béisbol es una parte del uniforme tradicional utilizado por los jugadores del juego de béisbol, con la visera apuntando hacia adelante para proteger los ojos contra el sol. La gorra es vista a menudo fuera del ámbito deportivo especialmente en los Estados Unidos, Canadá, México, Chile,
Venezuela, Colombia, Brasil, Panamá, Perú, Uruguay, Paraguay, Argentina y Japón.
En algunos países latinoamericanos se le conoce con el nombre de cachucha (excepto en Argentina y Uruguay, ya que en estos países este último término se considera malsonante). 

## Historia
En 1860, Brooklyn Excelsiors crearon el antepasado de la gorra de béisbol moderna redondeada, y en 1900, el "estilo de gorra de Brooklyn" se hizo popular. Durante la década de 1940, el caucho se convirtió en el material con el que se construye el interior de la gorra y así nació el gorro de béisbol moderno. La "visera" fue diseñada para proteger del sol los ojos del jugador. Normalmente, la visera era mucho más corta en las gorras de béisbol antiguas. Además, la gorra actualmente posee una forma más estructurada, en comparación con la gorra flexible de los siglos XIX y XX. La gorra de béisbol fue y todavía tiene significados importantes para identificar al equipo. A menudo el logotipo, la mascota, o las iniciales del equipo son colocadas en la gorra. Por lo general, la gorra ha sido fabricada con diseños y colores oficiales de un equipo en particular. 
La forma básica, incluyendo la visera curva, es similar a algunos estilos de gorras del siglo XIX.

## Diseño
Las gorras de béisbol a medida, las que no tienen un ajustador, son normalmente cosidas en seis secciones, y pueden tener adosado un botón forrado de tela en la parte superior. Ojales de metal u ojales de tela son cosidos o fijados en la parte superior de cada una de las seis secciones de la tela para proporcionar ventilación. En algunos casos, las secciones de la parte superior están hechas de material de malla reticular para mejorar la ventilación. 
Las gorras de béisbol se fabrican en muchos tipos de material y tiene formas en varios estilos para diferentes propósitos. Los jugadores de las ligas mayores y menores visten un estilo clásico de gorras hechas de lana (o, más recientemente, de poliéster con el logotipo del equipo y colores; el logotipo es generalmente bordado en tela.

## Uso en publicidad
Otra versión de la gorra de béisbol es una gorra de plástico con el logotipo de una empresa impreso. Este estilo de gorra de béisbol a veces es llamada gorra de camionero, debido a que se regala en lanzamientos de publicidad.
Vestir una gorra de béisbol con la visera mirando en una dirección determinada puede denotar la pertenencia a una cierta pandilla. Por esto, y otras razones, algunas escuelas públicas prohíben el uso de gorras de béisbol. La idea de vestir la gorra con la visera hacia atrás es comúnmente atribuido a los receptores en béisbol, cuando comenzaron a utilizar mascarillas protectoras, tuvieron que dar vuelta la gorra para que se ajustase la máscara. También se puede ver esta modalidad de uso en los tenistas profesionales; y en los fotógrafos, sobre todo los paparazzi - ya que de otra forma no sería posible manipular la cámara réflex que haría interferencia con la visera.

## Moda
A partir de la década de 1980, la gorra de béisbol se asoció con directores de cine, especialmente Spike Lee y Steven Spielberg, reemplazando la boina. Los gorros de béisbol pueden ser moda cuando son decorados con bordados, parches, ojales de metal, lentejuelas, etc.
Es muy común su uso entre los jóvenes, mayormente los varones (también es usada por las chicas, mas ellas suelen inclinarse por los modelos de color rosado o violeta y/o con lentejuelas).
Actualmente los equipos de béisbol han empezado a utilizar las snapbacks (gorras de visera plana) que se han puesto de moda en todos los deportes dejando atrás la gorra de ala doblada.

## Protección solar
Las gorras de béisbol ayudan a proteger la piel contra la radiación ultravioleta que causa cáncer de piel. Sin embargo, una gorra de béisbol típica deja los lados del rostro, orejas y cuello expuestos a pleno sol. Por ello, este diseño no es el más adecuado para disminuir el riesgo de desarrollar melanoma, carcinoma y carcinoma de células basales. Los grupos de prevención de cáncer no recomiendan su uso. Para una protección solar efectiva es preferible, en cambio, usar una gorra con visera ancha o con tapa que cubra el cuello y los lados del rostro (a menudo llamado sombrero de legionario). También se puede usar una gorra de béisbol ordinaria y cubrirla con una capucha, preferiblemente que sea parte de una prenda con mangas largas, de manera que solo deje visible la visera —este método también puede dar una efectiva protección contra el sol—.